# Alan Vega
Alan Vega (Nova Iorque, 23 de junho de 1938 - 16 de julho de 2016) foi um cantor e compositor norte-americano, vocalista do duo Suicide, formado nos Estados Unidos com Martin Rev, em 1970. A banda foi considerada pioneira do movimento punk nos Estados Unidos. [carece de fontes?]
Morreu em 16 de julho de 2016, aos 78 anos. A notícia foi divulgada pelo músico Henry Rollins, que publicou uma nota da família do artista em seu site oficial: "Com profunda tristeza e uma quietude que só notícias como esta podem trazer, lamentamos informar que o grande artista Alan Vega faleceu", diz o comunicado, que ressalta que Vega morreu "em paz, enquanto dormia".

## Discografia
- Suicide (1977)
- Alan Vega - Martin Rev (1980) (relançado como The Second Album)
- Half Alive (1981)
- Ghost Riders (1986)
- A Way of Life (1988)
- Why Be Blue (1992)
- Zero Hour (1997)
- American Supreme (2002)